# Ludmila Martínez
Ludmila Aylén Martínez (Buenos Aires, Argentina; 23 de agosto de 2000) es una futbolista argentina. Juega de mediocampista y actualmente milita en Rosario Central de la Primera División Femenina de Argentina.

## Trayectoria

### Inicios
Comenzó jugando desde niña a los 6 años en el Club Los Andes, de Munro, Vicente López.

### Platense
En diciembre de 2013 llegó a sus 13 años al Calamar, donde estuvo 1 año sin jugar debido a que su edad no le permitía competir. En 2015 inició su carrera deportiva, donde se convirtió en capitana y referente de Tense. En 2019 fue la primera jugadora de Platense en firmar un contrato profesional en su rama femenina, el 26 de julio del mismo año fue presentado oficialmente todo el plantel. En diciembre de 2021 se anuncia oficialmente su salida del Marrón luego de 8 años, recibiendo un reconocimiento del club por su trayectoria.

### San Lorenzo
A inicios del año 2022 se oficializa su llegada a Las Santitas de cara a la temporada 2022. Debutó el 4 de febrero de susodicho año, en el partido por los octavos de final de la Copa Federal 2021 que resultó en goleada 4-0 de su equipo ante Atlético Tucumán, ingresando a los 14 minutos del segundo tiempo por Rocío Vázquez. En diciembre de 2022 anuncia su salida del Cuervo.

### Rosario Central
El 31 de enero de 2023 el club hace oficial la llegada de Martínez a Las Canallas de cara a la temporada 2023 con el pase en su poder luego de quedar libre de San Lorenzo.

## Fútsal
A los 14 años comenzó a jugar fútsal en River Plate (donde fue tricampeona) hasta 2019. En diciembre de 2018 fue citada a la Selección Argentina de Fútsal. Disputó el Sudamericano Sub-20 de Chile 2018.

## Selección nacional
Formó parte del seleccionado Sub-17 desde 2015, y disputó el Sudamericano Sub-17 2016. En 2019 fue convocada a la Selección Argentina sub-20.

## Estadísticas

### Clubes
| Club                   | País      | Año             |
| ---------------------- | --------- | --------------- |
| Platense               | Argentina | 2015 - 2021     |
| San Lorenzo de Almagro | Argentina | 2022            |
| Rosario Central        | Argentina | 2023 - presente |